# Friska Viljor Fotboll Club
Il Friska Viljor Fotboll Club è una società calcistica svedese con sede nella città di Örnsköldsvik. Disputa le proprie partite casalinghe allo Skyttis IP.

## Storia
Il club nacque nel febbraio 1994 come continuazione della sezione calcistica della polisportiva IF Friska Viljor. I primi anni furono caratterizzati da una rapida ascesa: partiti dalla settima serie, i gialloneri (dopo una prima stagione di assestamento in cui non arrivò il salto di categoria) nel 1995 ottennero la prima delle quattro promozioni consecutive che li portò a militare in terza serie nel 1999.
Al termine della stagione 2003 la squadra fu protagonista di un ulteriore avanzamento, avendo superato il Väsby IK nei play-off promozione grazie alla regola dei gol in trasferta (vittoria per 3-4 fuori casa, sconfitta per 2-3 tra le mura amiche).
Il campionato 2004 vide così il Friska Viljor debuttare in Superettan, il secondo livello del calcio svedese. Con 20 punti in 30 partite, tuttavia, la squadra si classificò ultima e tornò in terza serie.
Nel 2005 arrivò una salvezza, ma – a seguito di una ristrutturazione dei campionati – la Division 2 divenne la quarta serie a partire dall'anno seguente. La stagione 2009 si concluse con la retrocessione in Division 3, il quinto livello nazionale, in cui i gialloneri giocarono fino al 2015 quando riottennero la promozione. Il ritorno in Division 2 fu inizialmente breve visto che l'epilogo dell'annata 2016 fu nuovamente la retrocessione In Division 3, ma altrettanto velocemente venne riconquistata la promozione nel 2017 dopo un solo anno.

## Palmarès

### Competizioni nazionali
- Division 2: 2

2003, 2023